# Skinned
Skinned ist ein Jugend- und Science-Fiction-Roman von Robin Wasserman. Er ist der erste Band der Gripped-Trilogie und erschien 2008. Verlegt wurde Skinned vom Verlag Script 5. Eine Übersetzung aus dem Amerikanischen erfolgte 2010 durch Claudia Max.

## Inhalt

### Weltbild
Der Roman spielt 200 Jahre nach unserer Zeit. Wasser- und Atomkriege haben die Welt zerstört. Die Menschen Leben auf dem Land, wenn sie nur genug „Bonus“ haben, dies ist eine neue Art von Geld, die anscheinend über das Network verläuft. Die Städte sind radioaktiv verstrahlt. Niemand trägt mehr Brillen, man lässt sich operieren. Es gibt kein Theater mehr, keine Bücher, keine unschönen Menschen. Das Leben läuft ausschließlich über das Network und Bonus.

### Handlung
Lia Kahn ist 16 Jahre alt, als sie in einen beinahe tödlichen Autounfall verwickelt wird. Sie wacht in einem künstlichen Körper auf. Ihr wird erklärt, dass die Ärzte einen „Download“ bei ihr vorgenommen haben, bei dem es sich um das Scannen und Übertragen des Gehirns in einen mechanischen Körper handelt. Lias neuer Körper ist unfähig, zu altern, zu fühlen oder zu atmen. Alle Sinne werden simuliert. In der Reha der BioMax-Klinik lernt Lia langsam, ihren Körper zu steuern. Eines Nachts taucht ein Mädchen bei ihr auf, das sich als Quinn vorstellt. Quinn ist ebenfalls ein Skinner, ein MechHead. Die beiden schleichen sich für einige Zeit aus der BioMax-Klinik und unterhalten sich. Lia stellt fest, dass Quinn völlig anders als sie denkt. Während Lia den Download um jeden Preis rückgängig machen will, ist Quinn von ihrem neuen Leben als Maschine begeistert. Auch nachdem Lia erfahren hat, dass Quinn seit früher Kindheit ans Bett gefesselt war, kann sie sie und ihre Ansichten kaum verstehen.
Nachdem Lia die BioMax-Klinik verlassen hat und nach Hause zurückkehrt, wird ihr plötzlich unwohl. Direkt vor dem Haus, in dem die Familie lebt, demonstrieren Gläubige gegen sie und ihren künstlichen Körper. Auch wenig später in der Schule wird klar, wie lange Lia weg war. Während ihrer Abwesenheit haben sich viele ihrer Freunde von ihr abgewandt. Als Lia bemerkt, dass sich auch ihr fester Freund zu Berührungen und Küssen zwingen muss, trennt sie sich von ihm. An all dem, wie Lia später erfährt, ist ihre Schwester Zo Schuld.
Die Situation ändert sich erst, als ein seltsamer Junge mit einer Brille für sie einsetzt. Sein Name lautet Auden und er wird von seinen Mitschülern als Freak abgestempelt. Lia lehnt seine Hilfe vorerst ab, doch er lässt nicht locker, und schon bald werden sie Freunde. Auden ist eine einsame Person und versteht sie voll und ganz. Er hilft und unterstützt sie in jeder schwierigen Lage.
Bald fordert er sie dazu auf, die Einladung von Quinn zu einem geheimen MechHead-Treffen anzunehmen. Die Gruppe beschäftigt sich damit, die Grenzen zu überschreiten und ihr altes, organisches Leben hinter sich zu lassen. Angeführt wird sie dabei von Jude, einem teilnahmslosen und von sich überzeugten MechHead. Schon bald ist Auden der Meinung, dass das, was diese MechHeads tun, krankhaft ist. Doch Lia ist bereits vom Geist der Gruppe angesteckt. Als sie sich einen Wasserfall hinunterstürzt, will Auden sie retten. Dabei gerät er selbst in Gefahr und muss von Lia gerettet werden. Im Krankenhaus erfährt Lia, dass Auden durch den Unfall vom Hals an querschnittsgelähmt ist. Die Gefühle, die er für sie entwickelt hat, sind verschwunden und er schickt sie fort. Zuhause muss Lia erfahren, dass ihre Schwester sie für tot hält und ihr Vater ihretwegen in Depressionen verfällt.
Lia fühlt sich allein gelassen und versucht, mit dem Einzigen zu reden, der ihr einfällt: Jude, der MechHead. Doch der ist unberührt und scheint alles vorausgeahnt zu haben. Lia beschließt, für immer fort zu gehen, wobei sie von niemanden aufgehalten wird.
Das Buch beginnt und endet mit den gleichen Sätzen:
„Lia Kahn ist tot.
Ich bin Lia Kahn.“

### Personen

#### Lia Kahn
Lia war in ihrem alten Leben ein intelligentes, hübsches und beliebtes Mädchen. Seitdem sie ein Skinner ist, stellt sie sich ständig die Frage, ob sie wirklich noch Lia Kahn ist oder ein Computer, dem gesagt wurde, er sei ein Mensch. Sie macht sich ebenfalls Gedanken darüber, wo das Leben aufhört und der Tod beginnt, und ob sie nun ein Was oder ein Wer ist.

#### Auden Heller
Auden ist „natürlich“, das heißt, als seine Mutter schwanger war, wurden nur die Standarduntersuchungen und keine zusätzlichen Eingriffe durchgeführt. Er trägt eine Brille und eine Uhr, was ziemlich altmodisch ist. Vor einiger Zeit starb seine Mutter. Sein Vater heiratete erneut und bekam mit Audens Stiefmutter Zwillinge, selbstverständlich unnatürliche Kinder. Auden fühlt sich nirgendwo erwünscht. Vor Lias Download hat sie ihn wie alle anderen auch ignoriert, doch später werden sie beste Freunde, weil sie als MechHead nun ebenso einsam ist. Auden ist fasziniert von ihrem künstlichen Körper. Im Gegensatz dazu allerdings ist er sehr interessiert an alten Dingen wie Psychiatern oder Büchern. Er hätte genug Bonus für eine Operation, um keine Brille mehr tragen zu müssen, doch er will im Sinne seiner Mutter handeln, die eine Gläubige war, Neumodisches ablehnte und altmodische Sachen liebte. Nach seiner schweren Verletzung möchte er ebenfalls einen Download durchführen lassen, um zu sein wie Lia. Dies ist jedoch wegen seiner „Natürlichkeit“ den Ärzten zu riskant, da er dadurch wahnsinnig werden könnte.

#### Zo Kahn
Zo ist Lias kleine Schwester. Sie liebt den Retro-Look, schminkt sich und trägt die Kleidung von früher, was sonst niemand mehr macht. Sie liebte ihre Schwester. Nach dem Download von Lia ist sie der festen Meinung, ihre Schwester sei tot und vor ihr stände ein Computer. Während Lias Abwesenheit nahm sie deren Platz in Schule, Freundeskreis und im Läufer-Team ein.

#### Jude
Er ist einer der ersten freiwilligen MechHeads. Jude war ein „Städter“ und lebte vor seinem Download mit einer schweren körperlichen Behinderung. Er leitet eine Gruppe von MechHeads, die das Ziel hat, nicht am organischen Leben festzuhalten, sondern ganz offen zu zeigen, dass sie Maschinen sind und die Vergangenheit hinter sich zu lassen. Er sagt stets, dass die Vergangenheit nicht wichtig sei und nur dieses neue Leben zähle. Er nennt die Gruppe von MechHeads „eine Familie“. Dabei ist er selbst sehr unbeteiligt an anderer Leute Probleme, besonders die der „Orgs“, den Menschen. Jude trennt die MechHeads und Orgs ganz präzise und in seinen Reden hört man heraus, dass er davon überzeugt ist, dass MechHeads eine Art „Supercomputer, dem nichts passieren kann“ sind.

## Rezensionen
- Ulf Cronenberg schrieb 2010 bei Jugendbuchtipps: „Das Buch ist quasi als Gedankenspiel konzipiert, das gegenwärtige Entwicklungen in der (Bio-)Medizin fortspinnt und die Frage stellt, was den Menschen ausmacht. Geschickt wird man dabei in die Geschichte hineingezogen, wenn Lia in dem Roman als Erzählerin auftritt, denn damit wird suggeriert, dass sie wie ein Mensch aus Fleisch und Blut denken und empfinden kann.“[2]

- Eine Rezension auf Literaturschock meint unter anderem: „‚Skinned‘ ist ein eher ruhiger Jugendroman, der besonders den gesellschaftlichen Druck, dem Randgruppen ausgesetzt sind, beleuchtet. Daneben wird immer wieder die Frage nach der Menschlichkeit einer ‚Maschine‘ aufgeworfen....positiv zu bemerken ist, dass die Grundstimmung etwas melancholisch und traurig ist und das Ende auch nicht unnötig auf Happy-End getrimmt wurde.“[3]

- Seraina Forster schreibt für den SBD Bibliotheksservice: „Die Autorin hat einen provokativen, sozialkritischen Science-Fiction Roman geschrieben in der Tradition von Huxleys ‚Schöne neue Welt‘. Die erschreckendsten Züge dieser Zukunftsgesellschaft sind bereits heute vorhanden, somit eignet sich das Buch auch hervorragend als Diskussionsgrundlage in der Schule für ältere Jugendliche und junge Erwachsene.“[4]

### Textausgaben
- Robin Wasserman: Skinned. 1. Auflage. Script 5, Bindlach 2010, ISBN 978-3-8390-0106-6.

### Fortsetzungen
- Robin Wasserman: Crashed. 1. Auflage. Script 5, Bindlach 2010, ISBN 978-3-8390-0114-1.
- Robin Wassermann: Wired. Simon Pulse, New York 2010, ISBN 978-1-4169-7454-3 (englisch).